# Silverdalen
Silverdalen – miejscowość (tätort) w Szwecji, w regionie administracyjnym (län) Kalmar, w gminie Hultsfred.
Według danych Szwedzkiego Urzędu Statystycznego liczba ludności wyniosła: 681 (31 grudnia 2015), 682 (31 grudnia 2018) i 690 (31 grudnia 2019).